# Альшевский, Михаил Иванович
Михаи́л Ива́нович Альше́вский (1930—2001) — директор «Унъюганского» леспромхоза (ХМАО), Герой Социалистического Труда.

## Биография
Родился 10 мая 1930 года в деревне Великие Нестановичи Завишинского сельсовета Плещеницкого района Минского округа Белорусской ССР (ныне — Логойский район Минской области).
В 1941 году окончил Нестановичскую начальную школу. Пережил немецкую оккупацию в годы Великой Отечественной войны, был связным партизанской бригады «Народные мстители».
Окончил среднюю школу в городском посёлке Плещеницы Логойского района в 1950 году. Ещё во время учебы в школе поступил на заочное обучение в Минский педагогический техникум имени Н. К. Крупской, после окончания школы перешёл на очное обучение и окончил техникум в 1951 году.
Окончил Белорусский лесотехнический институт имени С.М. Кирова в 1956 году, во время учёбы в институте одновременно трудился в хозяйственной части управления Белорусской железной дороги.
С 1956 года работал в Дубровинском леспромхозе комбината «Тюменьлес» Тюменской области: инженер-технолог, старший инженер производственного отдела, технический руководитель Ансурского лесопункта. С 1959 года — начальник Сургутского лесопункта. С 1961 года — главный инженер Пионерского леспромхоза.
С января 1963 года — директор Советского леспромхоза, созданного при только что образованном посёлке Советский в Ханты-Мансийском национальном округе Тюменской области. В 1965 году после конфликта с партийными работниками снят с должности, уехал в Коми АССР и назначен заместителем директора, а вскоре — главным инженером Дутовского леспромхоза комбината «Печорлес».
В 1966 году вернулся в Тюменскую область и назначен заместителем директора Няганского леспромхоза. В ноябре того же года был образован новый Ун-Юганский леспромхоз объединения «Тюменьлеспром», который возглавил Альшевский. Был инициатором перехода на укрупнение комплексных бригад в районе, круглосуточную работу механизмов, вахтовый метод, опережение строительства дорог.
С 1989 года — на пенсии. Проживал в поселке Ун-Юган Октябрьского района ХМАО, затем — в Екатеринбурге.
Скончался 6 сентября 2001 года в Екатеринбурге. Похоронен на Широкореченском кладбище.

## Награды и Звания
- Герой Социалистического Труда (1984)
- орден Ленина (29.06.1984)
- орден Трудового Красного Знамени (07.05.1971)
- орден Дружбы народов (19.03.1981)
- Почётный гражданин Октябрьского района (1997)
- Награждён Почетной грамотой Губернатора Ханты-Мансийского автономного округа[3]